# Olimpíada de Matemática da Comunidade dos Países de Língua Portuguesa
A Olimpíada de Matemática da Comunidade dos Países de Língua Portuguesa (OMCPLP) é uma competição de matemática que ocorre anualmente e é destinada a alunos do ensino médio dos oito países de expressão portuguesa: Angola, Brasil, Cabo Verde, Guiné-Bissau, Moçambique, Portugal, São Tomé e Príncipe e Timor-Leste. 
Foi anteriormente denominada na primeira edição como Olimpíadas de Matemática da Lusofonia (OML) .

## História
As Olimpíadas de Matemática da Comunidade dos Países de Língua Portuguesa (OMCPLP) surgiram com o objetivo de unir os Estados membros da Comunidade dos Países de Língua Portuguesa (CPLP) através da matemática, incentivar o desenvolvimento da disciplina e aprofundar a cooperação nesta área.

## Objetivo
As OMCPLP são uma competição entre jovens estudantes de países de língua portuguesa, cujos objetivos são:				
- A melhoria da qualidade do ensino e a descoberta de talentos em matemática, fundamental para o desenvolvimento científico e tecnológico;
- Fomentar o estudo da Matemática nos países lusófonos;
- A criação de uma oportunidade para a troca de experiências educacionais nacionais;
- A união e cooperação entre os países lusófonos para a criação de instrumentos que permitam a competição de alunos numa olimpíada internacional para os países de língua portuguesa

## Provas
Os problemas que são apresentados nas provas são fundamentalmente de teoria de números, álgebra, geometria e análise combinatória.
A competição consta de duas provas escritas de quatro horas e meia de duração cada uma, que se realizam em dois dias consecutivos. Cada prova possui três problemas.

## Participação
Atualmente os países participantes e suas instituições de educação interessadas mandam seus times compostos de até quatro estudantes, um professor chefe de delegação e um tutor dos alunos. 
Os participantes têm que ter menos de 18 anos e não podem estar cursando o ensino superior.

## Edições do evento
| Edição | Ano  | Datas             | Sede                | Cidade        | Página oficial do evento |
| ------ | ---- | ----------------- | ------------------- | ------------- | ------------------------ |
| 1      | 2011 | 20 a 31 de Julho  | Portugal            | Coimbra       | OMCPLP 2011              |
| 2      | 2012 | 20 a 28 de Julho  | Brasil              | Salvador      |                          |
| 3      | 2013 | 05 a 10 de Agosto | Moçambique          | Maputo        |                          |
| 4      | 2014 | 12 a 18 de Julho  | Angola              | Luanda        |                          |
| 5      | 2015 | 20 a 26 de Julho  | Cabo Verde          | Praia         |                          |
| 6      | 2016 | 5 a 10 de Outubro | Brasil              | Fortaleza     | OMCPLP 2016              |
| 7      | 2017 | 24 a 30 de Julho  | Portugal            | Porto         | OMCPLP 2017              |
| 8      | 2018 | 2 a 8 de Setembro | São Tomé e Príncipe | São Tomé      |                          |
| 9      | 2019 | 3 a 8 de Novembro | Brasil              | Nova Friburgo | OMCPLP 2019              |
| 10     | 2022 | 2 a 5 de Novembro | Moçambique          | Maputo        |                          |
| 11     | 2023 | 24 a 29 de Maio   | Brasil              | Fortaleza     |                          |

## Edições canceladas
As edições de 2020 e 2021 foram canceladas, entretanto a Comissão Nacional de Olímpiadas de Matemática da Sociedade Brasileira de Matemática (SBM) organizou a Olímpiada de Matemática Online em Português (OMOP) como uma alternativa de manter a competição para os estudantes dos países da OMCPLP. 

## Delegações brasileiras
As delegações brasileiras nas edições da olimpíada foram:
- 2012
  - Ouro: Daniel Santana Rocha (Rio de Janeiro, RJ)
  - Ouro: Murilo Corato Zanarella (Amparo, SP)
  - Prata: Daniel Lima Braga (Eusébio, CE)
  - Prata: Victor Oliveira Reis (Recife, PE)

- 2011
  - Ouro: Carlos Henrique de Andrade Silva (Fortaleza, CE)
  - Ouro: Gustavo Haddad Francisco e Sampaio Braga (São José dos Campos, SP)
  - Prata: Davi Coelho Amorim (Fortaleza, CE)
  - Bronze: Daniel Nishida Kawai (Atibaia, SP)

## Delegações Moçambicanas
As delegações moçambicanas nas edições da olimpíada foram:
- 2015
  - Bronze: Mohammad Mubin Ahmad Abubacar (Província de Tete)
  - Participantes: Andreia Marcelo (Província de Sofala), Kenad Baptista (Província de Manica), Afrika Cuna (Província de Tete)

## Provas anteriores
- Provas anteriores

## Resultados dos estudantes divulgados por cada delegação
| País       | Resultados |
| ---------- | ---------- |
| Brasil     | Resultados |
| Moçambique | Resultados |
| Portugal   | Resultados |

## Notícias
1. São Tomé e Príncipe esteve presente na 2ª edição da OMCPLP [4]
2. Apenas 4 países participaram da 3ª edição da OMCPLP [5][6]
3. Capital angolana acolhe 4ª edição da OMCPLP [7]
4. Equipe portuguesa conquista três medalhas de prata e uma medalha de bronze na 5ª OMCPLP [8]
5. Cabo Verde foi representado por 4 estudantes na 6ª edição das Olimpíadas da CPLP no Brasil [9]
6. Estudante de Cabo Verde, Carlos Santos orgulha-se pela medalha de bronze obtida da 6ª OMCPLP [10]
7. Saldanha Agostinho Jacinto, estudante de Angola, conquista medalha de bronze na 6ª OMCPLP [11]
8. Estudantes do Brasil, Portugal, São Tomé e Príncipe, Moçambique, Cabo Verde e Angola foram premiados na 7ª OMCPLP [12]
9. São Tomé e Príncipe recebe a 8ª edição da OMCPLP [13]
10. Cabo Verde arrecada 3 medalhas de bronze e uma menção honrosa na 8ª edição da OMCPLP [14]
11. A cidade de Nova Friburgo sediou a 9ª Olimpíada de Matemática da Comunidade dos Países de Língua Portuguesa (OMCPLP) [15]